# Ladislau III da Boémia
Ladislau III da Boémia foi um duque da Boémia, governou em 1197. O seu governo foi antecedido pelo de Bretislau III da Boémia e foi sucedido pelo governo de Otacar I da Boémia.